# Chromebook Pixel
Chromebook Pixel (クロームブック ピクセル)とは、かつてGoogleが開発していたラップトップコンピュータ。Google Pixelブランドとしては初の製品であり、2013年に初の機種が発売された後、2015年に新モデルが登場した。

## 概要
Chromebookのハイエンドモデルと位置付けられており、シリーズ全ての機種で、OSとしてChromeOSがプリインストールされている。Pixelbook登場以前は、唯一のGoogle純正のChromebookであり、また、当時展開していたNexusブランドの製品とは異なり、開発も販売もGoogleが担当した。また、組み立ては中国で行われた。Nexusシリーズとは異なり、Chromebook Pixelの製造下請け業者は開示されていない。
2018年8月、セキュリティアップデートの配信が停止され、事実上、サポート終了した。

### 機種
Chromebook Pixelを名前を冠したモデルには、それぞれ異なる4機種が存在する。
| 機種         | 機種         | 2013, Wi-Fi                                                                                                | 2013, LTE                                                                                                  | 2015                                                                                         | 2015, LS                                                                                     |
| ------------ | ------------ | --- | --- | -------------------------------------------------------------------------------------------- | -------------------------------------------------------------------------------------------- |
| 発売         | 発売日       | 2013年2月                                                                                                  | 2013年4月                                                                                                  | 2015年3月                                                                                    | 2015年3月                                                                                    |
| 発売         | 価格         | 1299米ドル                                                                                                 | 1449米ドル                                                                                                 | 999米ドル                                                                                    | 1299米ドル                                                                                   |
| 寸法         | サイズ       | 297.7 mm × 224.6 mm × 16.2 mm (11.72 in × 8.84 in × 0.64 in)                                               | 297.7 mm × 224.6 mm × 16.2 mm (11.72 in × 8.84 in × 0.64 in)                                               | 297.7 mm × 224.55 mm × 15.3 mm (11.720 in × 8.841 in × 0.602 in)                             | 297.7 mm × 224.55 mm × 15.3 mm (11.720 in × 8.841 in × 0.602 in)                             |
| 寸法         | 重さ         | 1.52キログラム (3.4 lb)                                                                                    | 1.52キログラム (3.4 lb)                                                                                    | 1.5キログラム (3.3 lb)                                                                       | 1.5キログラム (3.3 lb)                                                                       |
| プロセッサ   | CPU          | Intel Core i5-3427U (dual-core 1.8GHz)                                                                     | Intel Core i5-3427U (dual-core 1.8GHz)                                                                     | Intel Core i5-5200U (dual-core 2.2GHz)                                                       | Intel Core i7-5500U (dual-core 2.4GHz)                                                       |
| プロセッサ   | GPU          | Intel HD Graphics 4000 （CPU内蔵）                                                                         | Intel HD Graphics 4000 （CPU内蔵）                                                                         | Intel HD Graphics 5500 （CPU内蔵）                                                           | Intel HD Graphics 5500 （CPU内蔵）                                                           |
| メモリ       | メモリ       | 4GB DDR3 RAM                                                                                               | 4GB DDR3 RAM                                                                                               | 8GB DDR3 RAM                                                                                 | 16GB DDR3 RAM                                                                                |
| ストレージ   | ストレージ   | 32GB SSD                                                                                                   | 64GB SSD                                                                                                   | 32GB SSD                                                                                     | 64GB SSD                                                                                     |
| スクリーン   | サイズ       | 12.85 in (326 mm)                                                                                          | 12.85 in (326 mm)                                                                                          | 12.85 in (326 mm)                                                                            | 12.85 in (326 mm)                                                                            |
| スクリーン   | 解像度       | 2,560 × 1,700 (239 ppi)                                                                                    | 2,560 × 1,700 (239 ppi)                                                                                    | 2,560 × 1,700 (239 ppi)                                                                      | 2,560 × 1,700 (239 ppi)                                                                      |
| スクリーン   | 特徴         | アスペクト比：3:2 輝度：400 ニト 視野角：178° Multi-touch Gorilla Glass                                    | アスペクト比：3:2 輝度：400 ニト 視野角：178° Multi-touch Gorilla Glass                                    | アスペクト比：3:2 輝度：400 ニト 視野角：178° Multi-touch Gorilla Glass                      | アスペクト比：3:2 輝度：400 ニト 視野角：178° Multi-touch Gorilla Glass                      |
| Webカメラ    | Webカメラ    | 720p HD（内蔵）                                                                                            | 720p HD（内蔵）                                                                                            | 720p HD（内蔵）                                                                              | 720p HD（内蔵）                                                                              |
| キーボード   | キーボード   | バックライト付きキーボード                                                                                 | バックライト付きキーボード                                                                                 | バックライト付きキーボード                                                                   | バックライト付きキーボード                                                                   |
| タッチパッド | タッチパッド | クリック可能、エッチングガラス                                                                             | クリック可能、エッチングガラス                                                                             | クリック可能、エッチングガラス                                                               | クリック可能、エッチングガラス                                                               |
| 音声         | 音声         | 3.5mmイヤホンジャック 内蔵マイク3つ 内蔵DSP（ノイズ軽減用） ステレオスピーカー                             | 3.5mmイヤホンジャック 内蔵マイク3つ 内蔵DSP（ノイズ軽減用） ステレオスピーカー                             | 3.5mmイヤホンジャック 内蔵マイク3つ 内蔵DSP（ノイズ軽減用） ステレオスピーカー               | 3.5mmイヤホンジャック 内蔵マイク3つ 内蔵DSP（ノイズ軽減用） ステレオスピーカー               |
| 端子         | 端子         | USB 2.0×2 Mini DisplayPort SD/MMCカードリーダー                                                            | USB 2.0×2 Mini DisplayPort SD/MMCカードリーダー                                                            | USB 3.1 Type-C×2 (5Gbps データ転送、電源、映像出力) USB 3.0 (Type-A) ×2 SD/MMCカードリーダー | USB 3.1 Type-C×2 (5Gbps データ転送、電源、映像出力) USB 3.0 (Type-A) ×2 SD/MMCカードリーダー |
| 無線接続     | WiFi         | 802.11a/b/g/n 2.4/5 GHz 2×2 MIMO                                                                           | 802.11a/b/g/n 2.4/5 GHz 2×2 MIMO                                                                           | 802.11a/b/g/n/ac 2.4/5 GHz 2×2 MIMO                                                          | 802.11a/b/g/n/ac 2.4/5 GHz 2×2 MIMO                                                          |
| 無線接続     | Bluetooth    | Bluetooth 3.0                                                                                              | Bluetooth 3.0                                                                                              | Bluetooth 4.0                                                                                | Bluetooth 4.0                                                                                |
| 無線接続     | WAN          | - | LTEモデム                                                                                                  | -                                                                                            | -                                                                                            |
| バッテリー   | バッテリー   | 59Wh (5時間)                                                                                               | 59Wh (5時間)                                                                                               | 72Wh (平均的なユーザーは12時間使用)                                                          | 72Wh (平均的なユーザーは12時間使用)                                                          |
| その他       | その他       | 3年間の1TB Google Driveストレージ 12 sessions GoGo Internet 100MB/月 free from Verizon (アメリカ、LTEのみ) | 3年間の1TB Google Driveストレージ 12 sessions GoGo Internet 100MB/月 free from Verizon (アメリカ、LTEのみ) | 3年間の1TB Google Driveストレージ 12 sessions GoGo Internet                                  | 3年間の1TB Google Driveストレージ 12 sessions GoGo Internet                                  |

## 特徴
本項目では、全ての機種において共通する特徴を述べる。

### デザイン
基本的に全機種が同じ外観となっている。
Wiredが「微妙に丸みを帯びたエッジを持つアルミニウムの厳格な長方形のブロック」と説明したデザインを特徴とし、蓋にはカラーライトバーがつけられた。

### ディスプレイ
アスペクト比が3:2の、12.85インチディスプレイを採用した。The Vergeはそれを評価し、以下のように述べた。

しかし、幅と同じくらい高い、Pixelの3:2ディスプレイは、なぜ誰もこれをやろうと思いつかなかったのか疑問に思う。12.85インチのディスプレイは標準的な13インチの画面ほど広くなく、見ている映画の上下にレターボックスが表示されるが、代わりにウェブページを読む際に、より縦長な画面で見られる。ウェブページはOS全体で構成されているので、一般的でないアスペクト比にするのも、おそらくGoogleにとっては簡単に決められただろうが、すべてのラップトップが3:2の画面になればとおもう。もちろん、そんなことは起こらないので、それが、私がPixelを欲しくなる、唯一のきっかけになっている。

### OS
全ての機種がChromeOSをプリインストールして出荷された。
他のChromebookと同じように、Chromebook Pixelでも、ChromeOSに加えて、UbuntuやAndroidを含む他のOSを実行でき、より多くのオフラインで使えるアプリをサポートする。

## Chromebook Pixel (2013)
最初の機種として、Chromebook Pixel (2013)が2013年2月21日に発売され、すぐに出荷が開始された。また、LTEワイヤレス通信と2倍のストレージ容量を備えた新モデルも、同年4月12日から発売され、わずかに高価に設定された。

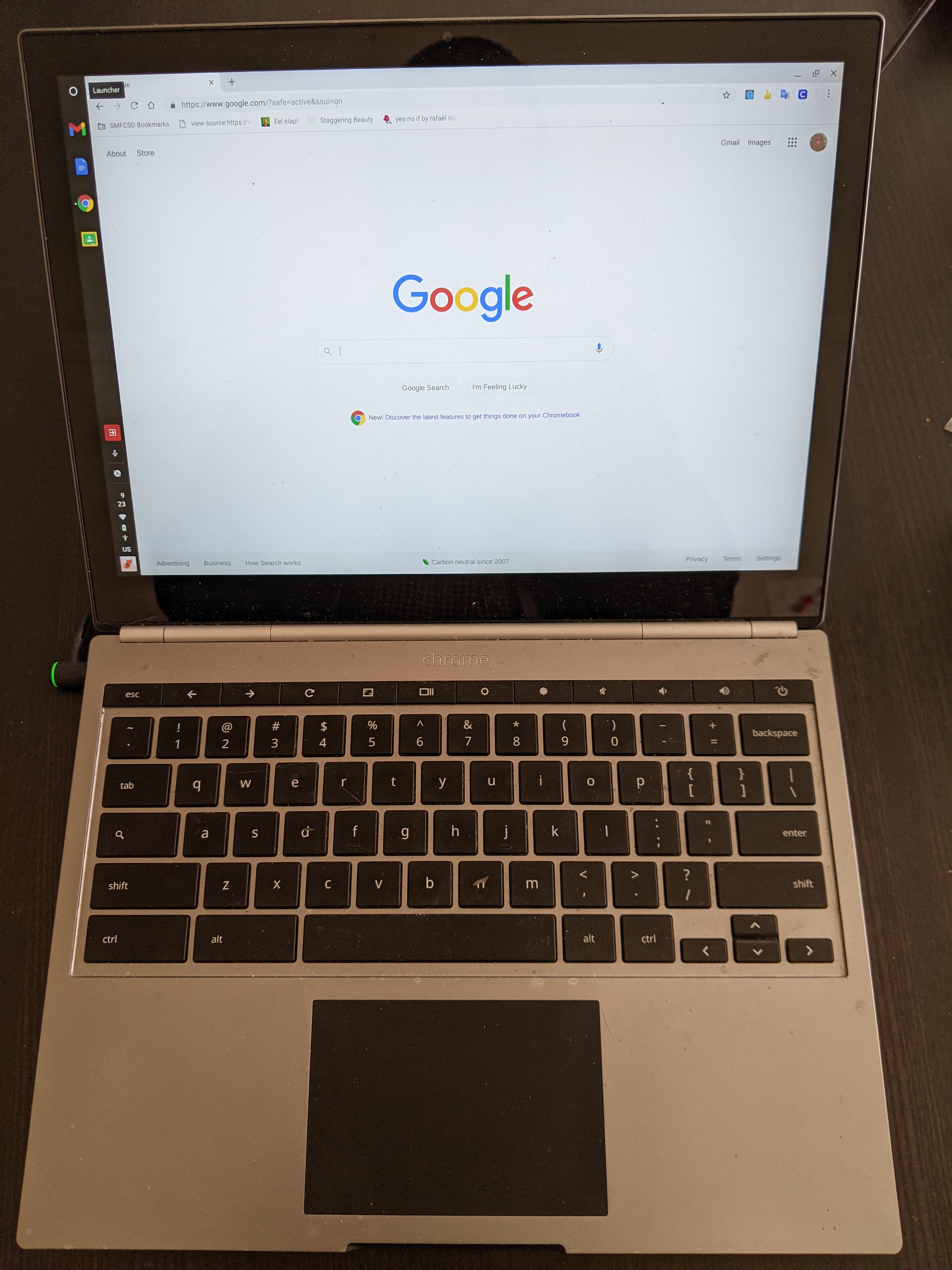
Chromebook Pixel (2013)

当時のラップトップコンピュータの中では、最も高いピクセル密度を持つタッチスクリーン、Intel Core i5の前モデルよりも高速なCPU、32GBのSSDを搭載していた。

## Chromebook Pixel (2015)
2015年に登場した新モデルでは、独自のDC電源コネクタやMini DisplayPortを、本体の両側に1つずつ配置された、2つのUSB-Cポートからの給電に置き換え、低価格化を行なった。
また、キーボードの最上列が標準的なキーに変更され、バッテリー寿命は公称12時間に増加した。これにあわせて、Core i7プロセッサを搭載した上位機種、LS（「Ludicrous Speed」）モデルが登場した。
Chromebook Pixel (2015)からは、2016年のChromeOSの更新により、Androidアプリの動作に対応した。

## 歴史
当時、ChromeとAndroidを担当していた、エンジニアリング担当シニアバイスプレジデント、サンダー・ピチャイは、ハイエンドのPixelモデルの背後にある目標は「境界を押し広げ、何かプレミアムなものを構築すること」であると述べた。Googleのエンジニアは2年前に「labor of love（愛の労働）」プロジェクトに着手し、「可能な限り最高の価格で可能な限り最高のコンピュータを設計したいのであれば、何ができるか」と自問してきた。
2015年初頭、Googleの幹部は「Chromebook Pixelは開発中のプラットフォームだ。このモデルは本当に概念実証のものだ。多くは作らない。本当に作らない。」と、Chromebook Pixelの販売動向が遅いことに関して認めつつ、「新しいChromebook Pixelが発売される」とも付け加えた。
その言葉通り、アップグレードされたChromebook Pixel (2015)が、同年3月11日に発表され、これに伴ってChromebook Pixel (2013)はすぐに廃止された。
2016年8月に全モデルが生産終了した。2017年10月4日には後継となるPixelbookが発表された。

## 評価
2013年の発売以来、Chromebook Pixelは高度な技術メディアの注目を集め、同様の価格のWindows PCやMacBook Airとすぐに比較された。
Linuxを開発したリーナス・トーバルズは、ChromeOSからFedora 18に置き換えて使用していた。トーバルズは画面を賞賛していたものの、ChromeOSそのものは、より動作の遅いデバイスに適していると感じており、評価しなかった。
Forbesは、Chromebook Pixelを同様の価格のMacBookと比較して不利だとしている。レビュアーは、Chromebook Pixelは高価格ながら、機能面において、ChromeOSによって引き起こされる明確な制限があると指摘した。
CNETのレビューは、Chromebook Pixelの高性能さを評価した一方、WebベースのChrome OSは、ほとんどのタスクをオンラインでないと実行できず、また、Webアプリでは、特にビデオなどのメディア中心の活動のために、ほとんどのWindowsやMacで動作するソフトウェアと比較対象にならない点を挙げた。
同様に、PCMagは「本質的には、Chromebook Pixelは華麗な画面を持つシンクライアントノートブックである」と述べた。
Engadgetは、特にGoogleにとって初挑戦のラップトップとしては特に、ビルド品質や細部へのこだわりがあることに感銘を受けたとしつつ、発売段階でもトップエンドのラップトップと匹敵する価格は、OSの限界を考慮すると高価すぎるとした。
ZDNetのレビューでは、バッテリー寿命の短さ、熱、ファンの騒音が批判された。Chromebook Pixelは性能が足りても、タッチ最適化されたアプリが不足しており、従来のデスクトップアプリがOSの関係で使えないため、ニーズによっては使える部分が制限される可能性があると述べまた。
The Vergeのレビュアーは、仕上げ品質と高い性能に感銘を受けたものの、Photoshopの画像編集やEvernoteなどの生産性ツールなどのソフトウェア機能が欠けており、作業にはChromebook Pixelではなく、MacBookへまた使うようになったとしている。
RegisterとPC Worldは、Chromebook Pixelをコンセプトモデルであると捉え、ハードウェアメーカーに、より機能豊富なデバイスを生産させるために作られたデバイスだと述べた。 BBCのインタビューを受けたとき、CCSインサイトアナリストのジェフ・ブレイバーは、「Chromebookは他のデバイスとの関連性に苦労している」と述べ、主にコンテンツ消費に使用されるタブレットと、より機能的なPCの間で立ち往生している。PixelによってChromebookの見通しが変わることはないが、Googleは、より広範なポートフォリオにハロー効果をもたらすフラッグシップモデルにさせようと考えている。」と分析した。